# 1951-es Formula–1 olasz nagydíj
Az 1951-es Formula–1-es világbajnokság hetedik futama szeptember 16-án az olasz nagydíj volt Monzában.

## Időmérő
| Helyezés | Versenyző                            | Idő                     |
| -------- | ------------------------------------ | ----------------------- |
| 1        | Juan Manuel Fangio (Alfa Romeo)      | 1:53.200 (200,353 km/h) |
| 2        | Giuseppe Farina (Alfa Romeo)         | 1:53.900                |
| 3        | Alberto Ascari (Ferrari)             | 1:55.100                |
| 4        | José Froilán González (Ferrari)      | 1:55.900                |
| 5        | Luigi Villoresi (Ferrari)            | 1:57.900                |
| 6        | Piero Taruffi (Ferrari)              | 1:58.200                |
| 7        | Felice Bonetto (Alfa Romeo)          | 1:58.300                |
| 8        | Reg Parnell (BRM)                    | 2:02.200                |
| 9        | Emmanuel de Graffenried (Alfa Romeo) | 2:05.200                |
| 10       | Ken Richardson (BRM)                 | 2:05.600                |
| 11       | André Simon (Simca-Gordini)          | 2:08.000                |
| 12       | Maurice Trintignant (Simca-Gordini)  | 2:08.900                |
| 13       | Robert Manzon (Simca-Gordini)        | 2:09.000                |
| 14       | Yves Giraud-Cabantous (Talbot-Lago)  | 2:09.300                |
| 15°      | Louis Rosier (Talbot-Lago)           | 2:10.800                |
| 16       | Chico Landi (Ferrari)                | 2:11.200                |
| 17       | Louis Chiron (Talbot-Lago)           | 2:12.100                |
| 18       | Franco Rol (OSCA)                    | 2:13.400                |
| 19       | Peter Whitehead (Ferrari)            | 2:16.200                |
| 20       | Pierre Levegh (Talbot-Lago)          | 2:16:500                |
| 21       | Johnny Claes (Talbot-Lago)           | 2:18.600                |
| 22       | Jacques Swaters (Talbot-Lago)        | 2:18.800                |
| 23       | Rudi Fischer (Ferrari)               | Idő nélkül              |

## Futam
A hetedik nagydíj az Olasz nagydíj volt Monzában. Bár az Autodromo Nazionale Monza Ferrari fölényt ígért, az időmérőn ismét a két alfás remekelt, Fangio-Farina sorrendben. Mögöttük sorakozott fel a négy Ferrari, Ascari-González-Villoresi-Taruffi sorrendben. Farina már a 80 körös verseny 6. körében kiesett motormeghibásodás miatt, de aztán átült Felice Bonetto Alfájába. Fangio nem volt ennyire szerencsés. Mikor a 39. körben szintén motor problémák miatt kiállásra kényszerült, már nem volt kivel cserélnie. Így végül az 1951-es olasz nagydíjon, Monzában, olasz közönség előtt a Ferrari megünnepelhette első kettős győzelmét, melyet az Ascari-González befutó hozott. És bár Farina végül harmadik lett, nem kapta meg a teljes négy pontot, mert meg kellett osztania Bonettoval, viszont így sem kettő, hanem három ponttal lett gazdagabb, mivel a versenyben ő futotta a leggyorsabb kört.
| Helyezés | Rajtszám | Versenyző                  | Csapat/Motor       | Futott körök | Idő/kiesés oka           | Rajthely | Pont |
| -------- | -------- | -------------------------- | ------------------ | ------------ | ------------------------ | -------- | ---- |
| 1        | 2        | Alberto Ascari             | Ferrari            | 80           | 2:42'39,3 (185,915 km/h) | 3        | 8    |
| 2        | 6        | José Froilán González      | Ferrari            | 80           | + 24,6                   | 4        | 6    |
| 3        | 40       | Felice Bonetto Nino Farina | Alfa Romeo         | 79           | + 1 kör                  | 7        | 2 3  |
| 4        | 4        | Luigi Villoresi            | Ferrari            | 79           | + 1 kör                  | 5        | 3    |
| 5        | 8        | Piero Taruffi              | Ferrari            | 78           | + 2 kör                  | 6        | 2    |
| 6        | 48       | André Simon                | Simca-Gordini      | 74           | + 6 kör                  | 11       |      |
| 7        | 18       | Louis Rosier               | Talbot-Lago-Talbot | 73           | + 7 kör                  | 15       |      |
| 8        | 24       | Yves Giraud Cabantous      | Talbot-Lago-Talbot | 72           | + 8 kör                  | 14       |      |
| 9        | 44       | Franco Rol                 | OSCA               | 67           | + 13 kör                 | 18       |      |
| Ki       | 38       | Juan Manuel Fangio         | Alfa Romeo         | 39           | Motor                    | 1        |      |
| Ki       | 50       | Maurice Trintignant        | Simca-Gordini      | 29           | Motor                    | 12       |      |
| Ki       | 46       | Robert Manzon              | Simca-Gordini      | 29           | Motor                    | 13       |      |
| Ki       | 20       | Louis Chiron               | Talbot-Lago-Talbot | 23           | Gyújtás                  | 17       |      |
| Ki       | 22       | Pierre Levegh              | Talbot-Lago-Talbot | 9            | Motor                    | 20       |      |
| Ki       | 28       | Jacques Swaters            | Talbot-Lago-Talbot | 7            | Túlmelegedés             | 22       |      |
| Ki       | 34       | Nino Farina                | Alfa Romeo         | 6            | Motor                    | 2        |      |
| Ki       | 26       | Johnny Claes               | Talbot-Lago-Talbot | 4            | Olajpumpa                | 21       |      |
| Ki       | 36       | Toulo de Graffenried       | Alfa Romeo         | 1            | Kompresszor              | 9        |      |
| Ki       | 16       | Peter Whitehead            | Ferrari            | 1            | Elektromágnes            | 19       |      |
| Ki       | 12       | Chico Landi                | Ferrari            | 0            | Erőátvitel               | 16       |      |
| NI       | 30       | Reg Parnell                | BRM                | 0            | Nem indult               | 8        |      |
| NI       | 32       | Ken Richardson             | BRM                | 0            | Nem indult               | 10       |      |

## Statisztikák
Vezető helyen:
- Juan Manuel Fangio 9 (1-3 / 8-13)
- Alberto Ascari 71 (4-7 / 14-80)
- Fangio 8. (R) pole-pozíciója.
- Farina 5. leggyorsabb köre.
- Ascari 2. győzelme.
- Ferrari 2. győzelme
- Alfa Romeo 10. (R) pole-pozíciója.
- Alfa Romeo 12. (R) leggyorsabb köre.